# Betuel
Betuel  es un nombre propio masculino de origen hebreo en su variante en español. Deriva del hebreo y significa " casa de Dios".

## Etimología
- Betuel personaje bíblico del Antiguo Testamento;  hijo de Nacor y Milca, padre de Labán y de Rebeca, y sobrino de Abraham (Génesis 22:20, 22, 23; 24:15).

- Betuel ciudad en Simeón (Josué 19:4; 1ª de Crónicas 4:30); también llamada Betul.

## Equivalencias en otros idiomas
| Variantes en otras lenguas | Variantes en otras lenguas |
| -------------------------- | -------------------------- |
| Español                    | betualinahi                |
| Inglés                     | Bethuel                    |
| Francés                    | Betouel                    |
| Hebreo                     | בתואל                      |

- Datos: Q1579827